# ستيفن مايرز
ستيفن مايرز هو سياسي كندي، ولد في 1953. حزبياً، نشط في حزب المحافظين التقدمي لجزيرة الأمير إدوارد. وقد انتخب عضو الجمعية التشريعية لجزيرة الأمير إدوارد ‏ عن دائرة Georgetown-St. Peters ‏ خلال فترته النيابية ‏.